# Slávičie údolie
Il cimitero di Slávičie údolie con una superficie di 18,5 ha è il più grande cimitero di Bratislava. Fu aperto nel 1912 e originariamente era destinato ai poveri. Si trova nel quartiere di Karlova Ves sulla via Staré grunty, di fronte al vasto complesso di residenze per studenti Mladosť e Ľudovít Štúr. 

## Personalità sepolte
- Janko Alexy, pittore
- Ondrej Bartko, teologo evangelico
- Emil Boleslav Lukáč, poeta
- Janko Borodáč, attore
- Marek Brezovský, compositore
- Ivan Bukovčan, drammaturgo
- Ján Čajak il giovane, scrittore
- Ján Cikker, compositore
- Alexander Dubček, politico

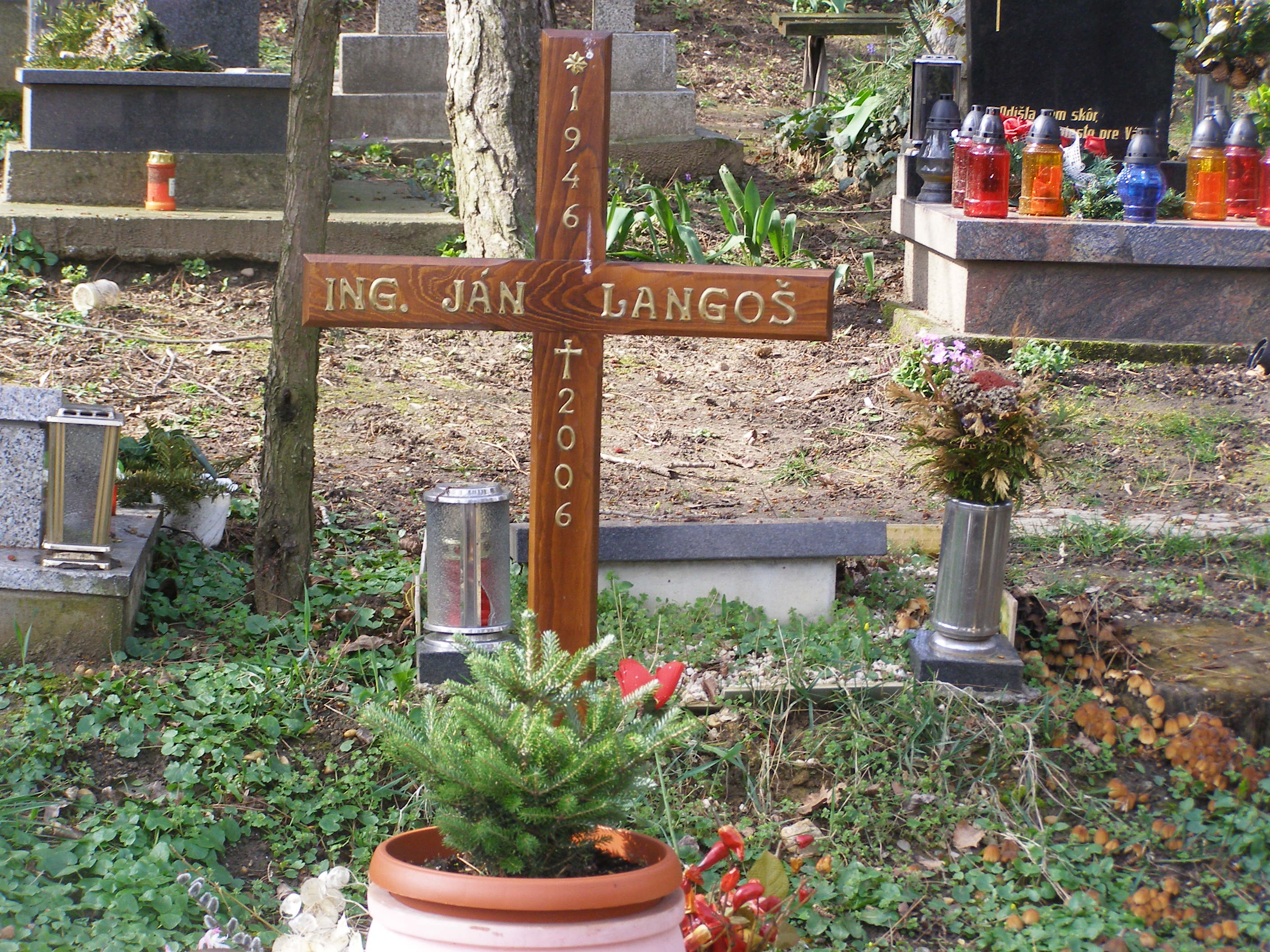
Tomba di Ján Langoš

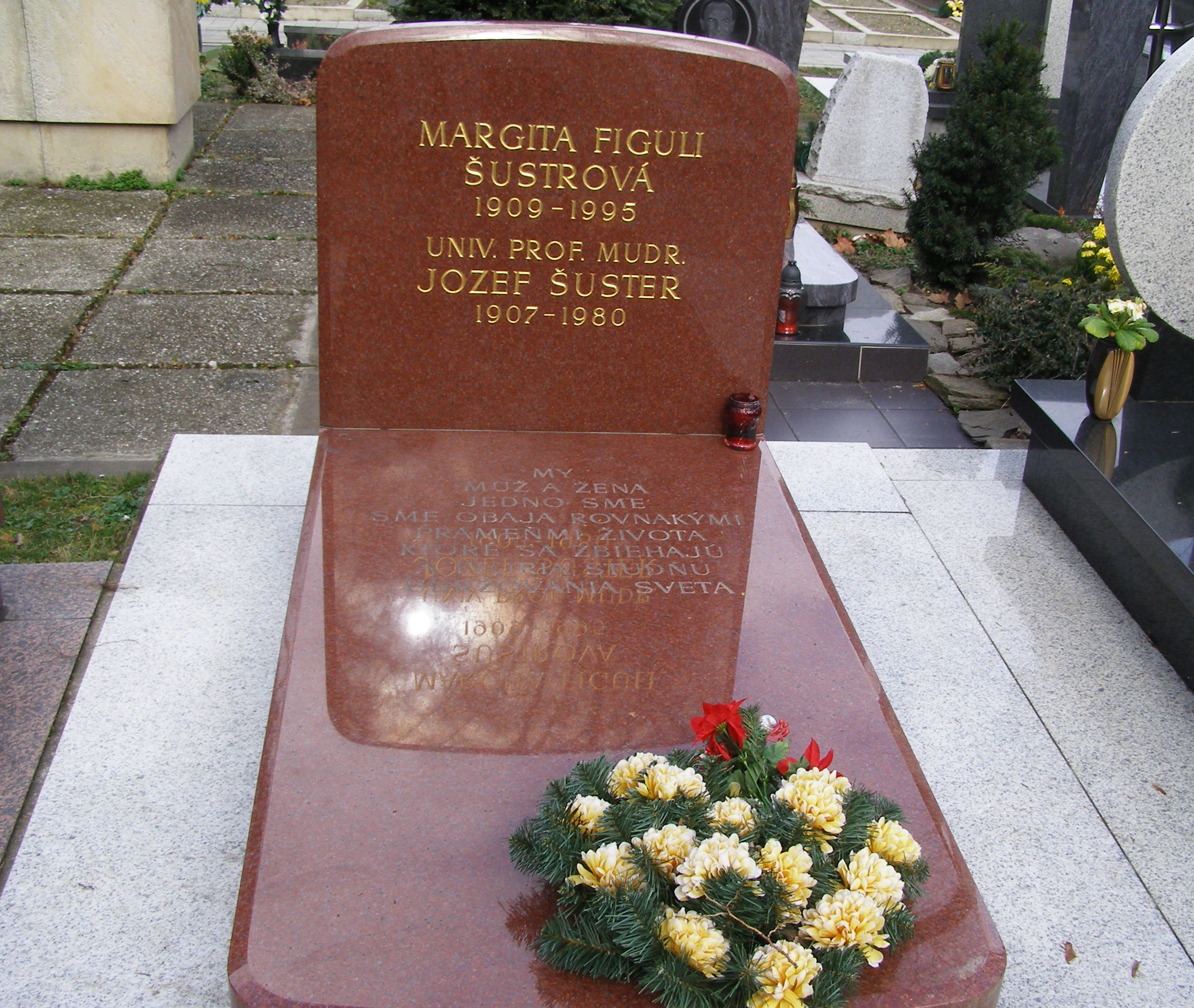
Tomba di Margita Figuli

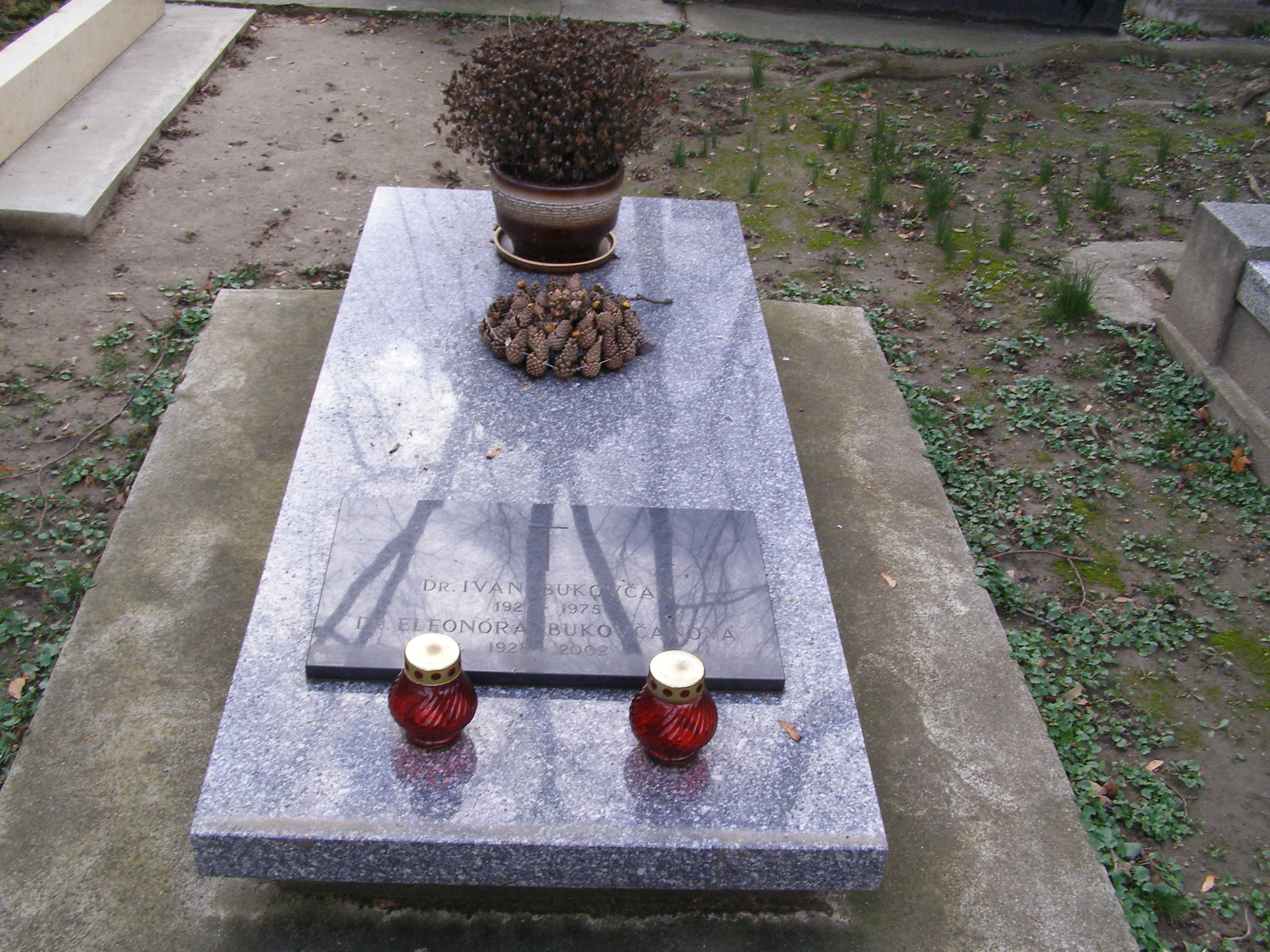
Tomba di Ivan Bukovčan

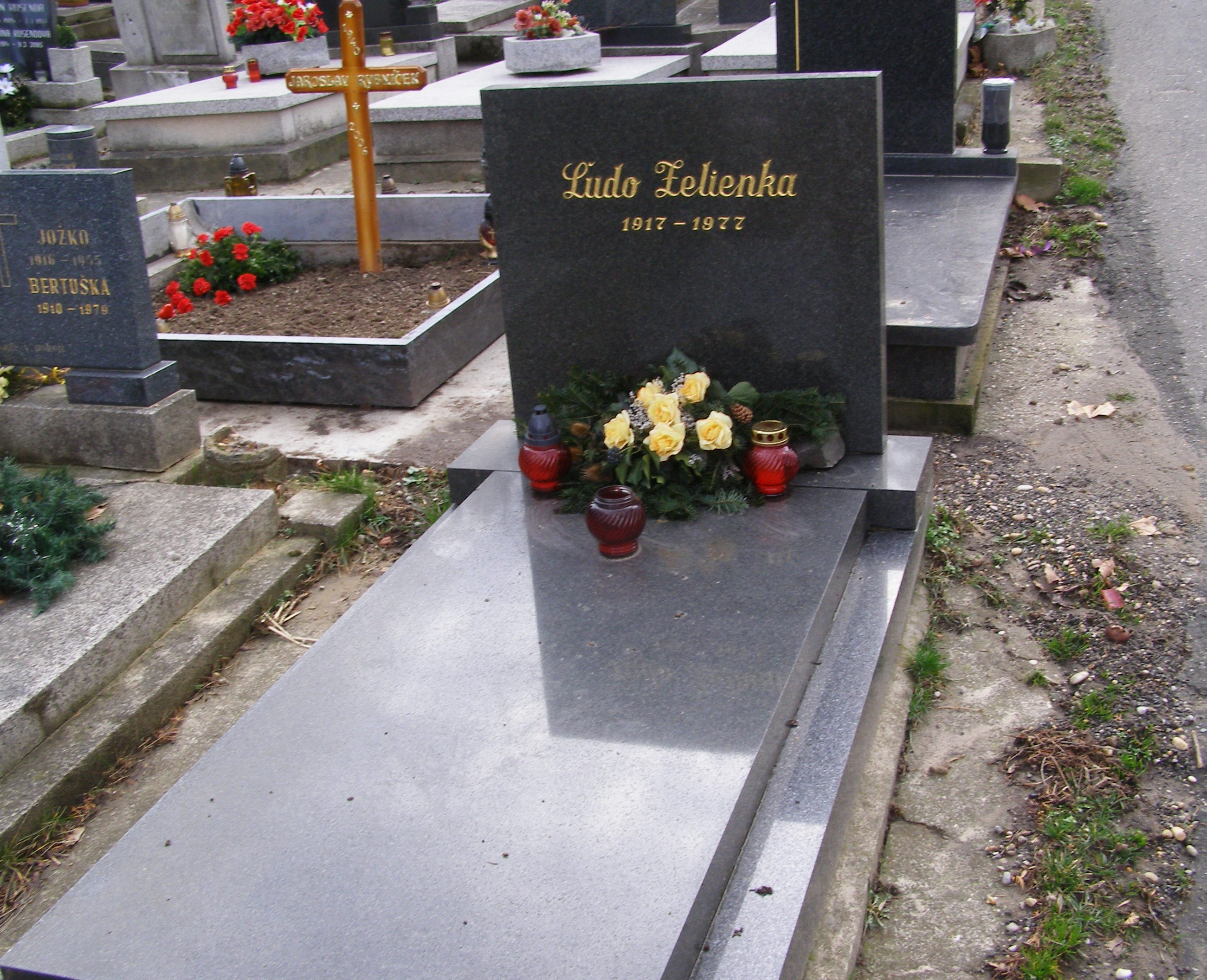
Tomba di Ľudo Zelienka

- Vladimír Dzurilla, hockeista su ghiaccio
- Vladimír Fajnor, politico e docente universitario
- Margita Figuli, scrittrice
- Marian Filc, pattinatore artistico
- Koloman Gögh, calciatore
- Anton Habovštiak, linguista
- Mikuláš Huba, attore
- Terézia Hurbanová-Kronerová, attrice
- Viera Husáková, scrittrice e traduttrice
- Alexander Húščava, storico
- Koloman Ivanička, geografo
- Štefan Janšák, archeologo
- Mária Kišonová-Hubová, soprano
- Ján Kostra, poeta, saggista e pittore
- Ivan Krajíček, attore e regista
- Fraňo Kráľ, poeta e scrittore
- Jozef Kroner, attore
- Jozef Lacko, architetto
- Ján Langoš, fisico e politico
- Michal Lukniš, geografo
- Alexander Mach, politico
- Gejza Medrický, politico
- Vojtech Mihálik, poeta e politico
- Vladimír Mináč, scrittore e politico
- Mirko Nešpor, studente
- Ľudo Ondrejov, scrittore e poeta
- Ján Ondruš, poeta
- Dušan Pašek, hockeista su ghiaccio
- Andrej Plávka, poeta, scrittore e politico
- Ján Poničan, poeta, scrittore e drammaturgo
- Lucia Poppová, soprano
- Jozef Roháček, pastore protestante
- Otto Smik, pilota
- Milo Urban, scrittore
- Ľudo Zelienka, scrittore